# The Air I Breathe
The Air I Breathe är en film från 2008 med bland andra Sarah Michelle Gellar, Brendan Fraser, Cecilia Suárez, Clark Gregg, Emile Hirsch, Forest Whitaker, John Cho, Julie Delpy, Kelly Hu, Kevin Bacon och Andy Garcia i rollerna.